# Pablo Guerrero
José Pablo Guerrero Cabanillas (Esparragosa de Lares, Badajoz, 18 d'octubre de 1946 és un cantautor i poeta extremeny establert a Madrid des de finals dels anys 60. Utilitza un estil sobri i poètic en els textos de les seves cançons. Musicalment part d'harmonies i melodies tradicionals de la seva terra amanides amb sons del folk americà, el rock, el jazz o el flamenc. A mitjan anys 80 introdueix ritmes africans i d'altres cultures, a més de sonoritats més avantguardistes com el minimalisme, la música aleatòria, l'ambient o la música electrònica. És un cantant espanyol amb una llarga i reconeguda carrera artística. Encara que més conegut com a cantautor, com a poeta ha anat publicant assíduament des de l'any 1988.

## Biografia
Finalitzat el Batxillerat a Badajoz i estudia Magisteri a Sigüenza (Guadalajara) Als 16 anys li regalen la seva primera guitarra. A vegades toca amb un grup amateur de l'Escola, cançons de Los Bravos i Los Brincos, Georges Moustaki, Jorge Cafrune, Joan Baez, Massiel, el Dúo Dinámico…
Marxa a Madrid a estudiar Filosofia i Lletres, branca de Literatura, al mateix temps que comença a cantar, sense ànim encara de professionalitzar-se. Continua la seva formació com a músic assistint a classes particulars. El seu patrimoni poètic augmenta amb lectures de Pablo Neruda, Blas de Otero, Luis Cernuda, José Ángel Valente i José Agustín Goytisolo entre d'altres.
L'any 1969 fa els seus primers passos com a professional en el món de la cançó en presentar-se al Festival de la Cançó de Benidorm amb la cançó Amapolas y espigas, guanyant el premi a la millor lletra, i obté el segon lloc en la classificació general. Això li obre les portes de la indústria discogràfica de la mà de Manolo Díaz, que acabava de fundar el segell Acción, on havien gravat Aguaviva i Vainica Doble.
En els seus inicis com a cantant, Pablo Guerrero es dedica a investigar el folklore extremeny. Al poc temps, comença a fer lletres de collita pròpia com la cançó Amapolas y espigas. Després del petit èxit a Benidorm, Guerrero ha de simultanejar la seva carrera com a cantant amb l'ensenyament, a part dels seus estudis de Filosofia i lletres (Filologia Hispànica-Literatura Hispànica). Va musicar Miguel Hernández abans que Serrat en un disc que s'anava a anomenar Tierra, però la censura d'aquells anys no li permetrà gravar-lo.
El 1972 Pablo Guerrero grava el seu primer disc de llarga durada (LP), A Cántaros. La cançó del mateix nom portava un subtítol bastant llarg («Tú y yo, muchacha, estamos hechos de nubes»), ràpidament la cançó es va convertir en un dels himnes llibertaris de l'època. A Cántaros és el primer disc de Guerrero amb temàtica urbana. Compta amb el guitarrista i arranjador Nacho Sáenz de Tejada (exmembre de Nuestro Pequeño Mundo), que va deixar a un costat els oripells orquestrals anteriors i va emprar guitarres acústiques, espanyoles i en un parell de temes guitarra elèctrica. Juan Alberto Arteche, un altre membre de Nuestro Pequeño Mundo s'ocupa de la percussió i Pablo Guerrero toca guitarres i percussions. Completen el disc els músics José González a l'òrgan i al piano, José Mª Panizo al baix, Alex Kirschner a la flauta dolça amb Sáenz de Tejada, Quintanilla al violoncel i cors de Carmen Sarabia (Aguaviva). S'hi aprecia influències de Pete Seeger, Joan Baez, Neil Young, Joni Mitchell, James Taylor, Bob Dylan i Leonard Cohen.
El 2 de març de 1975 grava un disc en directe en el teatre Olympia de París titulat Pablo Guerrero en el Olympia. El disc l'editaria el segell Gong de Movieplay. Pablo Guerrero canta i toca la guitarra espanyola i per a l'actuació es fa acompanyar de la guitarra de Nacho Sáenz de Tejada i el contrabaix de Miguel Ángel Chastang. Posteriorment a l'Olympia, Guerrero actua al Palau Ducal de Venècia. També actua an Alemanya. Després recorrerà tot Espanya.
Posteriorment col·laboraria com a cantant al disc col·lectiu La Cantata del exilio. ¿Cuándo llegaremos a Sevilla? amb Teresa Cano, Elisa Serna, Luis Pastor, Quintín Cabrera o Carlos Tena i el discPorque amamos el fuego (1976) amb producció de Gonzalo García Pelayo i on posa música a poemes de Rafael Alberti. El 1977 grava A tapar la calle, amb influència de la música popular extremenya.
Va fer una aturada musical del 1978 al 1985, que aprofita per escoltar música ètnica africana, jazz, Brian Eno, Keith Jarrett, Jan Garbarek, Pat Metheny, Bill Frisell, Don Cherry i Naná Vasconcelos. El 1985 va treure Los momentos del agua, amb influències new age, i el 1988 El hombre que vendió el desierto, on comença la seva col·laboració a Suso Sáiz i mostra influència de David Sylvian, Peter Gabriel, Sting, Tom Waits, Paul Simon, Rickie Lee Jones, Suzanne Vega, Jackson Browne i Daniel Lanois. El 1989 va escriure el llibre Canciones y poemas.
El 1993 treu el disc Toda la vida es ahora, que serà remasteritzat el 1998. Ací mostra influències de les filosofies orientals i del hippisme, així com de William Blake o Vicente Aleixandre. El 1995 va col·laborar amb Esclarecidos, i el 1999 va treure el disc-llibre Los dioses hablan por boca de los vecinos.
El 7 de setembre de 2000 Pablo Guerrero rep de mans del llavors President d'Extremadura Juan Carlos Rodríguez Ibarra la Medalla d'Extremadura en l'acte institucional celebrat en el Teatre romà de Mèrida.
L'any 2001 Pablo Guerrero i Luz Casal obtenen el Premi Goya a la millor cançó original per «Tu bosque animado» de la pel·lícula d'animació El bosque animado.
Des de 1995 fins 2009 Pablo Guerrero ha col·laborat amb Luz Casal, David Broza, Marina Rossell, Hilario Camacho, Hijas del Sol, Esclarecidos, Lliso, Suso Saiz, Leo Minax, Diego Vasallo, Justo Bagüeste, Joan Valent & Ars Ensemble, Pasión Vega o Ana Belén, ha publicat els poemaris Tiempo que espera i Los rastros esparcidos, i el recull de cançons Pablo Guerrero, un poeta que canta.
EL'any 2003 apareix un disc dirigit al públic infantil titulat Un barco de sueños. Els textos són de Pablo Guerrero i interpretats per diversos cantautors de diferents generacions: José Antonio Labordeta, Luis Eduardo Aute, Imanol, Luis Pastor, Fania, Javier Bergia, Cristina Lliso, Jorge Drexler, Pedro Guerra, Javier Álvarez i Ismael Serrano. El 2009 fou guardonat amb el Premi a Tota Una Vida en la XIII edició dels Premios de la Música celebrat a Badajoz. I el 2014, fins i tot, col·labora amb el tema Tiempo, dame tiempo del raper Nach prl seu disc de slam Los viajes inmóviles.
El 27 de gener de 2015 edita el seu dotzè àlbum d'estudi: Catorce ríos pequeños, produïda per Luis Mendo. Hi col·laboren altres artistes: Una ciudad de arena musicada per Paco Ibarra, Ángeles de nieve per Olga Román i Para que nazcas tú per Jabier Muguruza. El disc ha estat editat per Warner Music.

## Obra

### Música

#### Senzills de la primera època
- Amapolas y espigas (Acción, 1969)
- Por una calle de Cáceres (Acción, 1970)
- Junto al Guadiana (Acción, 1970)
- Y los demás se fueron (Acción, 1971)

#### Estudi
- A cántaros (Acción, 1972)
- Porque amamos el fuego (Fonomusic, 1976)
- A tapar la calle (Fonomusic, 1978)
- Los momentos del agua (Fonomusic, 1985)
- El hombre que vendió el desierto (Grabaciones Accidentales, 1988)
- Toda la vida es ahora (Fonomusic, 1992)
- Alas, alas (BMG Ariola, 1995)
- Los dioses hablan por boca de los vecinos (Música Sin Fin, 1999)
- Sueños sencillos (Resistencia, 2000)
- Plata (Warner, 2005)
- Luz de tierra (Warner, 2009)
- Catorce ríos pequeños (Warner, 2015)
- Mundos de estar por casa (Warner, 2017)

#### Directe
- Pablo Guerrero en el Olympia (Fonomusic, 1975)

#### Recopilatori
- Lobos sin dueño (Warner, 2013)

#### Altres
- Un barco de sueños (Iberautor, 2002):
- Hechos de nubes: Homenaje a Pablo Guerrero (Universal, 2007):
- Guerrero Álvarez (Rosevil, 2009): Javier Álvarez canta lletres de Pablo Guerrero, qui col·labora amb segones veus

### Literatura

#### Poesia
- Canciones y poemas (Extremadura, 1989)
- Los dioses hablan por boca de los vecinos (Cicón, 1999)
- Donde las flores se convierten en agua (Badajoz, 1999), amb fotografies d'Antonio Covarsí
- Tiempo que espera (Colección Vincapervinca, 2002), amb fotografies d'Antonio Covarsí
- Los rastros esparcidos (Ellago, 2003)
- Pablo Guerrero, un poeta que canta (Verbum, 2004)
- Viviendo siglos (Ellago, 2006), il·lustrat er Antonio Sosa
- Escrito en una piedra (Visor, 2007)
- Los cielos tan solos (Maia Editores. Col. Verba Volant, 2010), prologat i il·lustrat per Miguel Copón
- ¿No son copos de nieve? (Maia Editores. Col. Verba Volant, 2012), prologat per José Ignacio Eguizábal i il·lustrat per Miguel Copón
- Sin ruido de palabras (Maia Editores. Col. Verba Volant, 2014), prologat per Beatriz Blanco i il·lustrat per Ignacio Caballo
- Las letras de Morella (De la Luna Libros. Col. Luna de Poniente, 2014)
- La rosa azul acabada (Maia Editores. Col. Verba Volant, 2015)
- El porteador de sonidos (Maia Editores. Col. Verba Volant, 2017), prologat per Antonio Orihuela i il·lustrat per Antonio Sosa
- Tiempo, dame tiempo col·laboració del disc Los viajes inmóviles (2014) del raper Nach.

#### Narrativa infantil
- Mi laberinto (Kókinos, 2003), il·lustrat per Emilio Urberuaga